# Palazzo delle Poste (Livorno)

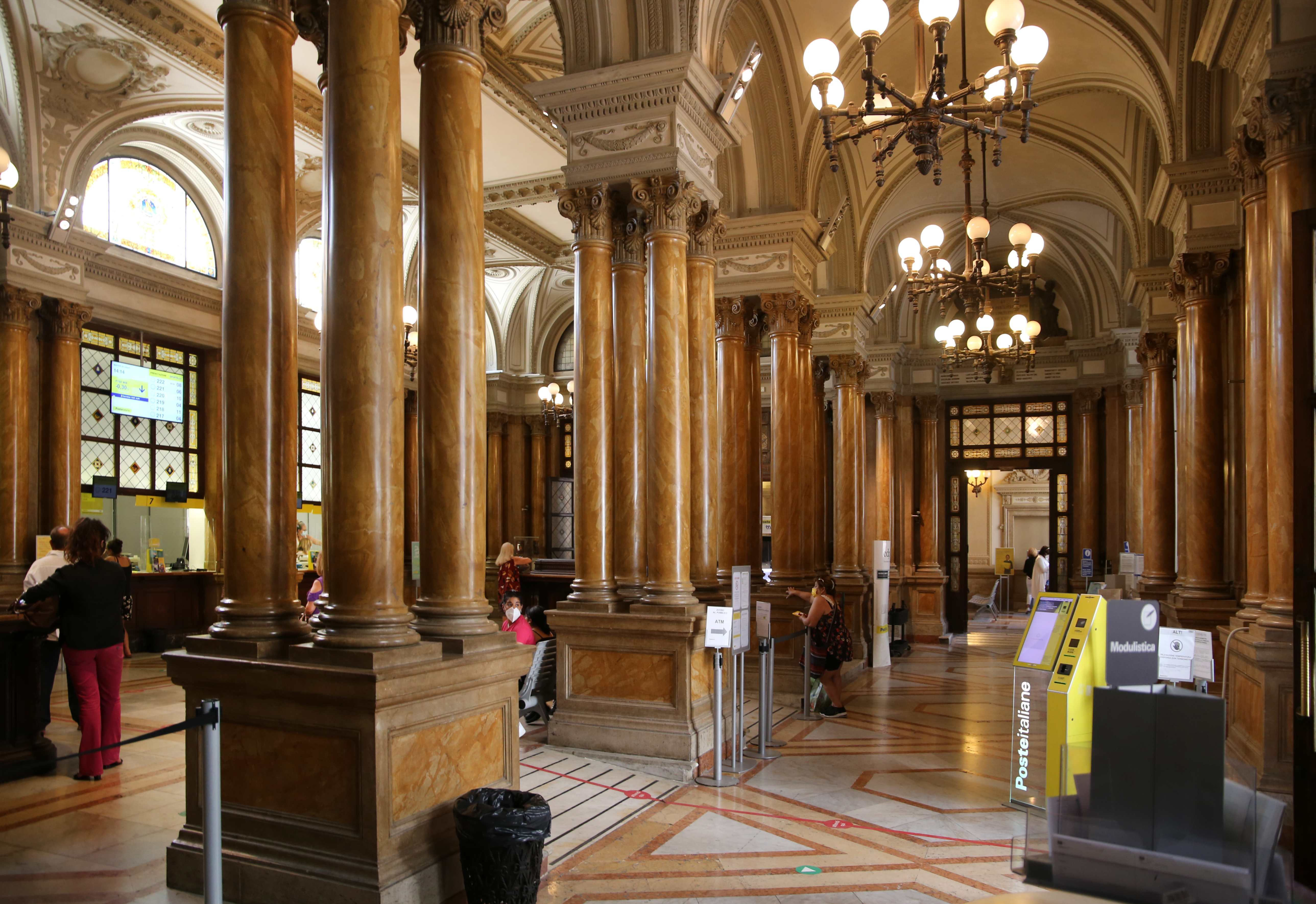
Atrio

Il palazzo delle Poste di Livorno si trova in via Cairoli, di fronte al palazzo della Galleria.

## Storia
All'inizio del Novecento i vecchi uffici postali ubicati al piano terreno del palazzo Rosselli, in piazza Carlo Alberto, erano divenuti insufficienti per soddisfare le esigenze della cittadinanza.
Pertanto le autorità decisero di avviare l'iter per la costruzione di un nuovo palazzo postelegrafico: scartate varie ipotesi, tra cui quella che sembrava la più accreditata di erigerlo lungo la via San Giovanni, la scelta cadde sulla via Cairoli, e in particolare su un lotto di terreno ottenuto dall'abbattimento di un vecchio edificio preesistente.
La prima pietra fu posata il 5 ottobre 1919, sotto il sindaco Rosolino Orlando, ma i lavori subirono molti rallentamenti, tanto che le attività poterono riprendere a pieno ritmo solo nel 1924, sotto la direzione dell'ufficio tecnico comunale guidato da Luigi Pastore.
La nuova sede fu inaugurata il 22 agosto 1927.
Danneggiato durante la seconda guerra mondiale, il palazzo fu ristrutturato e, a partire dal 1947, i vari servizi postali, che erano stati trasferiti altrove durante il periodo precedente, poterono gradualmente far ritorno nella sede originaria.

## Descrizione
Il palazzo presenta un prospetto di matrice neorinascimentale.
L'avancorpo è caratterizzato da colonne aggettanti che sostengono la balconata del primo piano e inquadrano i portali di accesso.
I piani superiori sono dotati di ampie finestre ornate con elaborate cornici modanate, che in corrispondenza dell'avancorpo assumono l'aspetto di serliane.
All'interno spicca l'atrio, riccamente decorato e articolato mediante una serie colonne in marmi policromi. Nelle intenzioni dei progettisti, i soffitti del salone di accettazione telefonica e le porte di accesso alle cabine telefoniche dovevano rimandare rispettivamente al soffitto della basilica di Santa Maria in Aracoeli in Roma e alle porte della cappella Pazzi di Firenze.